# RWD-16
RWD-16 Osa (Vosa) byl polský sportovní, turistický letoun postavený v polovině 30. let. RWD-16 byl jednomotorový, dvoumístný dolnoplošník, vyvinutý týmem RWD a postavený v továrně DWL (Doswiadczalne Warszaty Lotnicze).

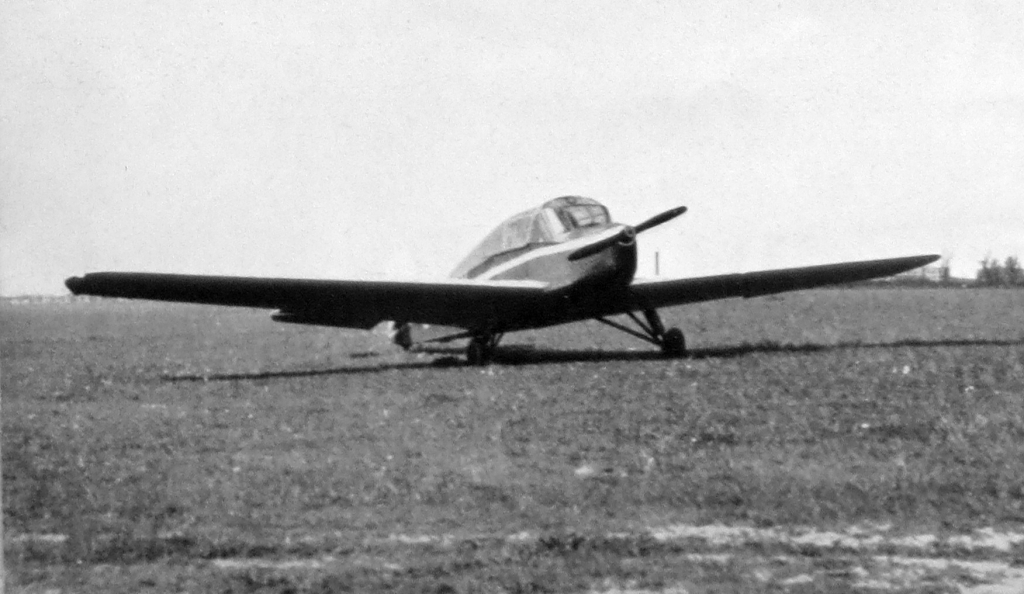
RWD-16 s motorem Walter Mikron (Bulletin Walter June 1939)

## Vznik a vývoj
Organizace LOPP, založená ve dvacátých letech, propagovala myšlenku létání sportovní veřejností, širokými společenskými vrstvami. Proto byl zapotřebí lidový letounek, dostupné letadlo, levné na výrobu, hospodárné v provozu, bezpečné a spolehlivé, aby se pro něj nalezli i soukromí kupci.
V roce 1935 konstruktér Andrzej Anczutin z RWD navrhl lehké, víceúčelové letadlo pro amatérské piloty, RWD-16. Výpočty provedl Bronisław Żurakowski. Na jaře 1936 uskutečnil zkušební pilot A. Onoszko první let prototypu (výr. č. 134, imatrikulace SP-AXY) s motorem Walter Mikron I (1934), financovaný polskou divizí firmy Osram. Letadlo se ukázalo jako velmi „nezralé“ a bylo rozhodnuto vyrobit novou verzi letadla. Test odhalil nedostatky ve směrové stabilitě, proto byly zvětšeny ocasní plochy, křídla byla vybavena pevnými lamelami a byla přepracována konstrukce čelního skla.
Letové vlastnosti se moc nezlepšily. V letech 1937-1938 byl prototyp SP-AXY přestavěn a použit motor Avia 3 o jmenovitém výkonu 60 k/44 kW, zkonstruovaný Franciszkem Petrem za finanční podpory LOPP. Byla prodloužena příď letounu, svislé ocasní plochy (kýlovka a směrovka) byly zmenšeny. Nejvýznamnějším rysem se stalo přední sklo se záporným sklonem.
Ani po těchto změnách letové vlastnosti nebyly uspokojivé, nicméně letoun se stal základem pro další verzi RWD-16bis. První prototyp RWD-16bis byl navržen Andrzejem Anczutinem společně s Tadeuszem Chylińskim. postaven v první polovině roku 1938 (SP-BNM). Na přelomu června a července 1938 ho zalétal zkušební pilot Eugeniusz Przysiecki. Během letů bylo zjištěno několik dalších nedostatků a letadlo bylo odesláno opět k modernizaci. Druhý prototyp RWD-16bis, vytvořený s ohledem na tyto potřeby, opustil montážní dílnu v listopadu 1938. Obdržel imatrikulaci SP-BPC.
Letadlo bylo prezentováno jako turistické letadlo. Aby se letadlo dobře uplatnilo na trhu, byla maximálně snížena jeho cena. V tehdejší měně stál 9 500 Zł (42 750 Kč) bez motoru, asi jako 2 malé v Polsku vyráběné, licenční automobily Fiat 508 Ballila, což si např. skupina 3-4 pilotů již mohla dovolit. V zimě 1938/1939 si polovojenská organizace LOOP objednala dodávku 20 letounů RWD-16bis a podpořila prodej možností nákupu na 6-18 splátek a možností pronájmu motorů Walter Mikron 4-I.

## Popis letounu
Letoun RWD-16 byl na rozdíl od dosavadních letadel RDW/DWL stavěn s celodřevěnou kostrou. Byl to konzolový, samonosný dolnoplošník s dvěma sedadly vedle sebe a zdvojeným řízením v uzavřeném kokpitu.
Skořepinová konstrukce trupu, ve kterém byla umístěna palivová nádrž o objemu 70 litrů, byla tvořena čtyřmi dřevěnými nosníky pokrytými překližkou. Dvoudílné křídlo lichoběžníkového tvaru se zaoblenými konci bylo smíšené konstrukce, náběžná hrana byla z překližky a zbytek byl potažen plátnem. Obě poloviny křídla byly zapuštěny do spodní části trupu.
Konvenční konzolové ocasní plochy z překližky (výškovky) a plátnem potažené kýlový stabilizátor a kormidlo. Letadlo mělo pevný, beznápravový podvozek a vzadu klasickou ostruha.
První prototyp byl vybaven motorem Walter Mikron I, další prototypy potom v Polsku do výroby připravovaným motorem Avia 3 (tento motor se nakonec nedostal do sériové výroby). Byl uvažován i výkonnější anglický motor Blackburn Cirrus Minor o výkonu 67 kW (90 k), ale ten byl nainstalován až na následujícím typu RWD-21. Kryt motoru byl z hliníkového plechu. Pro sériovou výrobu se předpokládal Walter Mikron 4-II (1935-39) o jmenovitém výkonu 44,1 kW (60 k) při 2600 ot/min a vzletovém 45,6 kW (62 k) při 2800 ot/min.

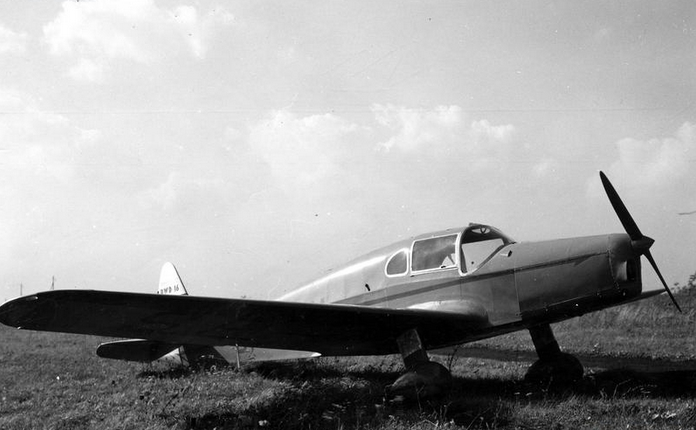
RWD-16bis (Ilustrowany Kuryer Codzienny, 30.1.1939)

## Použití
Vyrobené letouny byly používány zprvu výrobním podnikem DWL (kpt. Zbigniew Babinski), později soukromými piloty z aeroklubů. Do polského civilního leteckého rejstříku byly imatrikulovány tři letouny: SP-AXY (1936), SP-BNM a SP-BPC (1938).
Množství letadel, které prošly sériovou výrobou v závodě RWD/DWL ve Varšavě - Okiecie, není zcela jasné. Očekávalo se, že celá série 20 letadel nebude stačit k pokrytí poptávky. Spolehlivě je známo, že výroba začala v lednu 1939. V únoru 1939 se majiteli 4 vyrobených letounů stali: pilotka dr. ing. Jadwiga Pitulanka z krakovského aeroklubu, dr. Swietoslaw Baley z Dubna, H. Hoffman z Varšavy, majitel statku Stemplew por. Jerzy Gerlicz a podnikatel Andrzej Sobczyk z Lodže. Do 20. února 1939 bylo závazně objednáno celkem 15 letadel, z toho 2 do Lodže, 3 do Poznaně, 3 do Varšavy a jeden do Piotrkowa. O výrobě těchto letounů však chybí relevantní údaje a zdroje.
V září 1939 Zygmunt Urbański evakuoval jeden letoun přeletem z Varšavy do Brestu.

## Varianty
- RWD-16 (1 letoun)
- RWD-16 bis (2 letouny)

## Uživatelé

### Civilní
- Polsko
  - amatérští piloti

## Specifikace

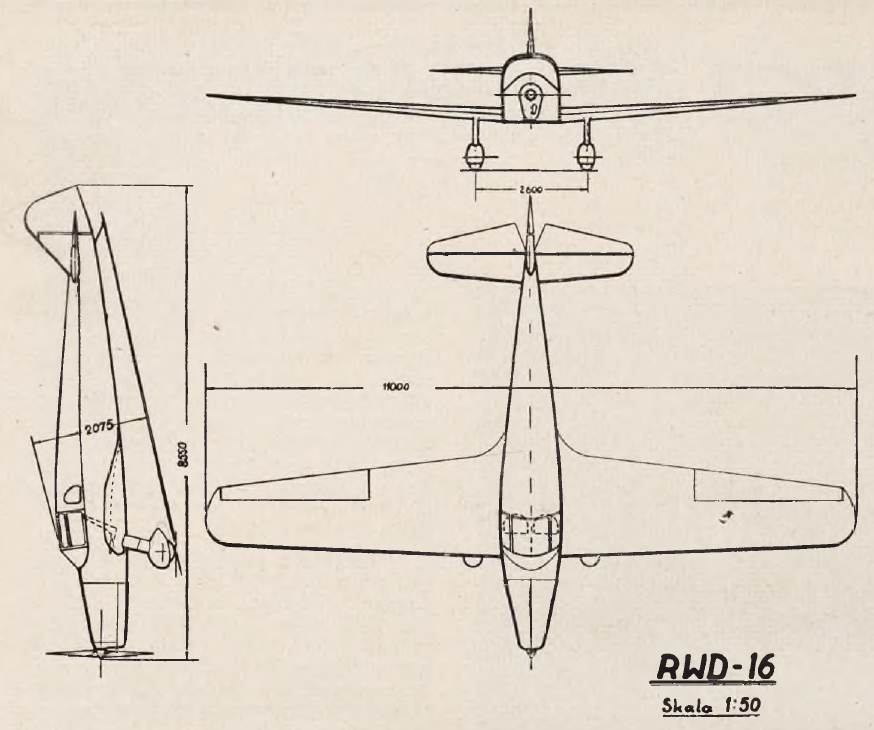
RWD-16 (skica)

Údaje pro RWD-16 (RWD-16bis) dle

### Technické údaje
- Posádka: 1
- Kapacita: 1
- Rozpětí křídla: 11,80 (11,00) m
- Délka: 7,51 (8,55) m
- Výška: 2,75 (2,07) m
- Nosná plocha: 15,3 (14,95) m2
- Plošné zatížení: 40,0 (41,5) kg/m2
- Hmotnost prázdného letounu: 325 (385) kg
- Vzletová hmotnost: 610 (615) kg
- Pohonná jednotka: čtyřdobý zážehový invertní vzduchem chlazený čtyřválcový řadový motor Walter Mikron I s přímým náhonem vrtule
  - nominální výkon: 36,8 kW (50 k) při 2550 ot/min
  - vzletový výkon: 39,7 kW (54 k) při 2800 ot/min
- Vrtule: dřevěná, dvoulistá vrtule Szomański s pevnými listy o průměru 1,75 m

### Výkony
- Maximální rychlost: 145 (180) km/h
- Cestovní rychlost: 120 (155) km/h
- Přistávací rychlost: 67 (70) km/h
- Dolet: 750 (700) km
- Vytrvalost: 4,5 h
- Dostup: 4 150 m
- Stoupavost: 3,1 m/s, do 1000 m 6 min. 30 vt.